# Helge Sunde

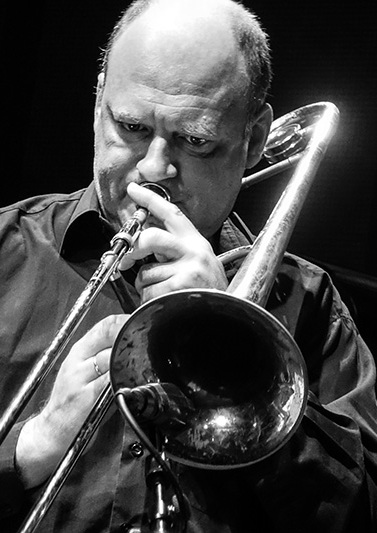
Sunde in 2015

Helge Havsgård Sunde (Stryn, 9 juni 1965) is een Noorse jazz-trombonist, componist en bigband-leider. 
Sunde studeerde compositie aan het conservatorium in Oslo. Hij was daarna als componist en arrangeur actief voor symfonieorkesten en hedendaagse muziekensembles. In 1992 speelde hij voor zijn land in de bigband van de European Broadcasting Union. Hij treedt als multi-instrumentalist op in Noorse radio-orkesten, Listening Ensemble van Geir Lysne, het Ophelia Ragtime Orchestra en de band van Mory Kanté. Ook leidt hij zijn eigen groepen, waaronder de bigband Denada. Hij werkte mee aan opnames van Ole Paus, Motorpsycho, Arve Henriksen en Wenche Myhre. Hij heeft lesgegeven aan verschillende instituten, waaronder de Universiteit van Oslo.
In 1990 kreeg hij als lid van de Oslo Groove Company met zijn mede-musici de Spellemansprisen. Voor zijn plaat Finding Nymo kreeg hij in 2010 een ECHO Jazz in de categorie 'bigband-album van het jaar'.

## Discografie
- Rotations, Aurora Records, 2006
- Denada, ACT Records, 2006
- Finding Nymo, ACT Records, 2009